# تریسی بلبین
تریسی بلبین (انگلیسی: Tracey Belbin؛ زادهٔ ۲۴ ژوئن ۱۹۶۷) بازیکن هاکی روی چمن اهل استرالیا بود.
وی در مسابقات کشوری و بین‌المللی در مجموع برندهٔ ۲ مدال طلا، ۳ مدال نقره شده‌است.